# Улица Степана Рудницкого (Киев)
Улица Степана Рудницкого (до 2022 года — улица Академика Вильямса) (укр. Вулиця Степана Рудницького) — улица в Голосеевском районе города Киева, исторически сложившаяся местность жилой массив Теремки (Теремки-II). Пролегает от улицы Михаила Максимовича при примыкании улицы Сергея Колоса до улицы Героев Мариуполя.
Примыкают улицы Композитора Мейтуса, Василия Симоненко, Счастливая, Успешная, Григория Гуляницкого, Самойло Кошки, Юрия Смолича.

## История
Новая улица возникла в 1970-е годы. Но фактически улица была проложена в 1990-е годы. 
21 марта 1977 года Новая улица была переименована на улица Академика Вильямса — в честь советского почвоведа-агронома Василия Робертовича Вильямса, согласно Решению исполнительного комитета Киевского городского Совета депутатов трудящихся № 410. 
В процессе дерусификации городских объектов, 27 октября 2022 года улица получила современное название — в честь географа, академика Академии Наук Украинской ССР Степана Львовича Рудницкого.

## Застройка
Чётная сторона представлена домами других улиц (Жуляны. Кроме дома № 6а — нежилой), нечётная — многоэтажные дома (комплекс Лико-град). У пересечения с Творческой улицей есть несколько домов с чётной стороны улицы, но нумерация нечётная. 
1. детсад (дом № 11 корп. 2)